# Idioma kikuyu
El idioma kikuyu, kikuyú o gikuyu (Gĩkũyũ) es una lengua hablada principalmente por la etnia kĩkũyũ de Kenia, constituyéndose en el grupo mayoritario, con alrededor de 6 millones de hablantes.
- Datos: Q33587
- Multimedia: Kikuyu language / Q33587